# Шелохово
Шелохово (бел. Шэлахава) — озеро в Лиозненском районе Витебской области в бассейне реки Суходровка.
Площадь поверхности озера 1 км², длина 3 км, наибольшая ширина 0,75 км. Наибольшая глубина озера достигает 7,5 м. Длина береговой линии 6,5 км, площадь водосбора — 8,75 км².
Озеро расположено в 13 км к юго-западу от Лиозно и в 20 км западнее границы с Россией. На восточном берегу находится деревня Зубаки, в километре от западного берега деревня Речки. Озеро имеет овальную форму, вытянуто по направлению юго-запад — северо-восток. Из озера вытекает небольшой ручей Рудница, который уже через 4 км после истока впадает в Суходровку. Склоны котловины высотой 5-8 м, в нижней части под кустарником, в верхней распаханные. Берега преимущественно сливаются со склонами.